# Nazionale maschile di pallacanestro delle Comore
La nazionale di pallacanestro delle Comore è la rappresentativa cestistica delle Comore ed è posta sotto l'egida della Fédération Comorienne de Basketball.